# Stuartburn
Stuartburn es un municipio rural canadiense situado en la provincia de Manitoba.

## Superficie
Stuartburn tiene una superficie de 1161,45 km².

## Demografía
En 2021, tenía 1731 habitantes, una densidad poblacional de 1,5 hab./km², y 776 viviendas.